# Dictionnaire des Antiquités Grecques et Romaines

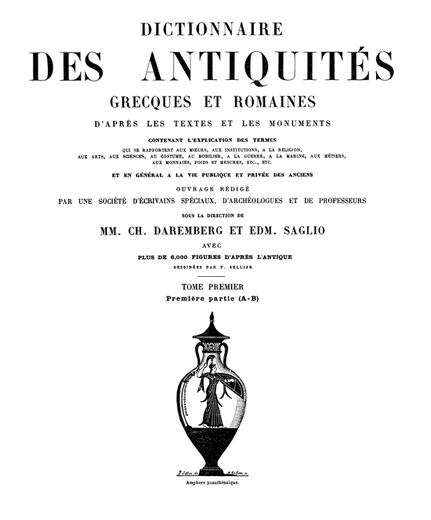
Titelblatt von Band 1, 1, 1877

Das Dictionnaire des Antiquités grecques et romaines von Charles Daremberg und Edmond Saglio ist ein französisches Nachschlagewerk in zehn Bänden im Bereich der Altertumswissenschaften, das zwischen 1877 und 1919 im Pariser Verlag Hachette erschien. Der vollständige Titel lautet:
Dictionnaire des Antiquités grecques et romaines d’après les textes et les monuments contenant l’explication des termes qui se rapportent aux mœurs, aux institutions, à la religion, aux arts, aux sciences, au costume, au mobilier, à la guerre, à la marine, aux métiers, au monnaies, poids et mesures, etc., etc., et en général à la vie publique et privée des anciens.
Das Werk gilt heute methodisch und inhaltlich als veraltet, war jedoch zu seiner Zeit die repräsentativste französische Enzyklopädie und damit ein Prestigeprojekt im Wettbewerb der nationalen Altertumswissenschaften, insbesondere in der Konkurrenz mit der deutschen Altertumswissenschaft und der seit 1894 erscheinenden Paulys Realencyclopädie der classischen Altertumswissenschaft.

## Bände
- Band 1, 1 A–B (1877)
- Band 1, 2 C (1887)
- Band 2, 1 D–E (1892)
- Band 2, 2 F–G (1896)
- Band 3, 1 H–K (1900)
- Band 3, 2 L–M (1904)
- Band 4, 1 N–Q (1907)
- Band 4, 2 R–S (1911)
- Band 5 T–Z (1919)
- Tables (1919)

## Weblink
- Dictionnaire des Antiquités grecques et romaines online bei der Université Toulouse–Jean Jaurès